# 大笑的警察
大笑的警察（瑞典語：Den skrattande polisen）是瑞典作家马伊·舍瓦尔和佩尔·瓦勒所著的犯罪小说，出版于1968年，这是两人合著的以马丁·贝克为主角的犯罪系列小说的第四部。1971年《大笑的警察》获得爱伦·坡奖最佳长篇小说。1973年的美国电影《大笑的警察》和小说有松散的关系。

## 情节

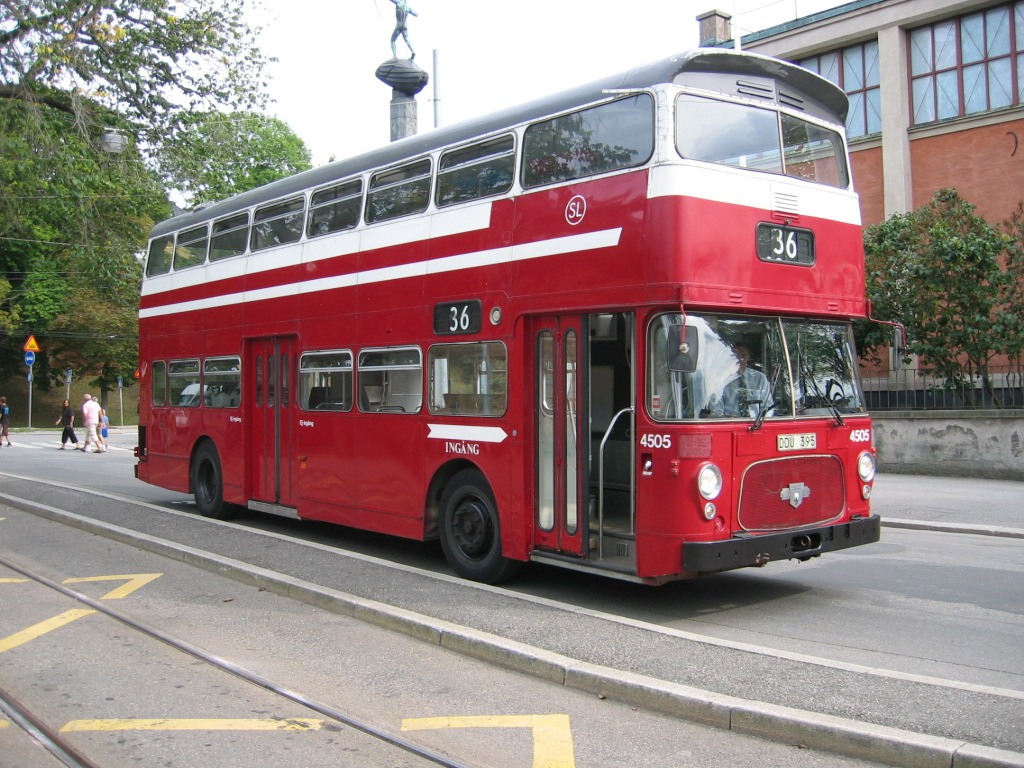
小说中罪案发生地：一辆Leyland Atlantean公共汽车

在斯德哥尔摩的公交车上，枪手用冲锋枪杀害了包括司机以内的八人，重伤一人。八名死者中包括警察艾克·斯特恩斯特罗姆，而唯一未死的乘客也在留下模糊不清的遗言后伤重不治。经过了艰苦的调查，马丁·贝克等警察怀疑这期谋杀案的起因是斯特恩斯特罗姆试图追查十六年前的一起妓女被杀案，反遭不幸。于是警察们继续追查这件陈年旧案，完成斯特恩斯特罗姆的遗愿。
小说同时也涉及贝克和警察同仁的家庭情况。由于婚姻关系紧张，贝克已经很久没有笑过，他的女儿送给他一张唱片作为圣诞礼物，其中有一首英国歌曲《大笑的警察》，但他仍然没有开心起来。只有在书的最后，得知斯特恩斯特罗姆的备注，他才笑了起来。

## 人物发展
因为是严重的杀人案，警察局调集了不少外地警察来支援。包括总是牢骚满腹的理查·乌尔霍尔姆；马尔默来的、能找到任何东西的佩尔·曼森和乌尔夫·诺丁。斯特恩斯特罗姆的女朋友艾萨·托雷尔从男朋友被杀的痛苦中缓解后，要求加入警察局的调查部门。

## 评论与改编
1973年，这部小说被改编成电影，由沃尔特·马修主演。他的角色被改名为杰克·马丁，地点也被改到了旧金山，情节也有较大的改动。
乔纳森·弗兰岑曾为这本书的企鹅朗道书屋版本写了序言他将这本书对瑞典生活的批评称为“漫画风格”的。2012年弗兰岑的论文集《远离》也包含写于2008年的《论大笑的警察》。
2011年法国漫画家Martin Viot将小说改编成漫画

## Sources
1. ↑  . Edgar Awards.   [2023-11-21]. （原始内容存档于2023-04-21）.
2. ↑  . Penguin Random House Canada.   [December 6, 2023]. （原始内容存档于2023-11-21）.
3. ↑  . www.lambiek.net.   [2024-07-14]. （原始内容存档于2023-11-21）.

| 前任： 阳台上的男子 | "马丁·贝克探案系列" timeline, part 4 of 10 | 繼任： 消失的消防车 |